# Entraide protestante suisse
Notes
Membre de la communauté de travail Alliance Sud
Membre de l'Organisation suisse d'aide aux réfugiés
L'Entraide protestante suisse (EPER) (en allemand : Hilfswerk der Evangelischen Kirchen der Schweiz ou HEKS, en italien : Aiuto delle Chiese evangeliche svizzere ou ACES) est une œuvre d'entraide suisse créée en 1946 par la Fédération des Églises protestantes de la Suisse, aujourd'hui l'Église évangélique réformée de Suisse. Elle apporte une aide d’urgence et « combat les causes de la famine, des injustices et de la misère sociale ».

## Principes
L'EPER s'engage pour un monde plus humain et plus juste, dans la perspective de la diaconie. Elle combat les causes de la pauvreté et facilite l'accès aux ressources essentielles comme l'eau, la nourriture et la formation. Elle s'oppose à l'exploitation et aide les opprimés à s'organiser et à défendre leurs droits et ceci, quelles que soient les ethnies ou les religions.
L'EPER n'emploie pas de Suisses à l'étranger, mais travaille avec des organisations partenaires locales, religieuses ou non. L'objectif étant l'autonomie et l'indépendance des partenaires.

## Historique
C'est à l'image de l'association catholique Caritas Suisse que l'EPER a été créée en 1946, dans le cadre de la commission de la Fédération des Églises protestantes de la Suisse (FEPS) pour l'aide à la reconstruction. Les premières années ont été consacrées à coordonner l'aide aux Églises protestantes dans l'Europe de l'après-guerre. Dès 1947 et jusqu'en 1960, l'EPER participe à l'Aide suisse à l'Europe (renommée Aide suisse à l'étranger en 1956, aujourd'hui Swissaid). L'engagement avec les réfugiés débute en 1949 (Suisse et Europe), et la coopération au développement, en 1958.
L'EPER est financée par les Églises cantonales et par la Confédération. Depuis 1961, ont lieu des campagnes de dons, d'abord sous le nom de Brot für Brüder (Pain pour les frères), qui devient une institution permanente en 1971 : Pain pour le prochain. L'EPER est depuis 1996 une fondation juridiquement indépendante de la FEPS, toujours soutenue par les Églises cantonales.

## Organisation

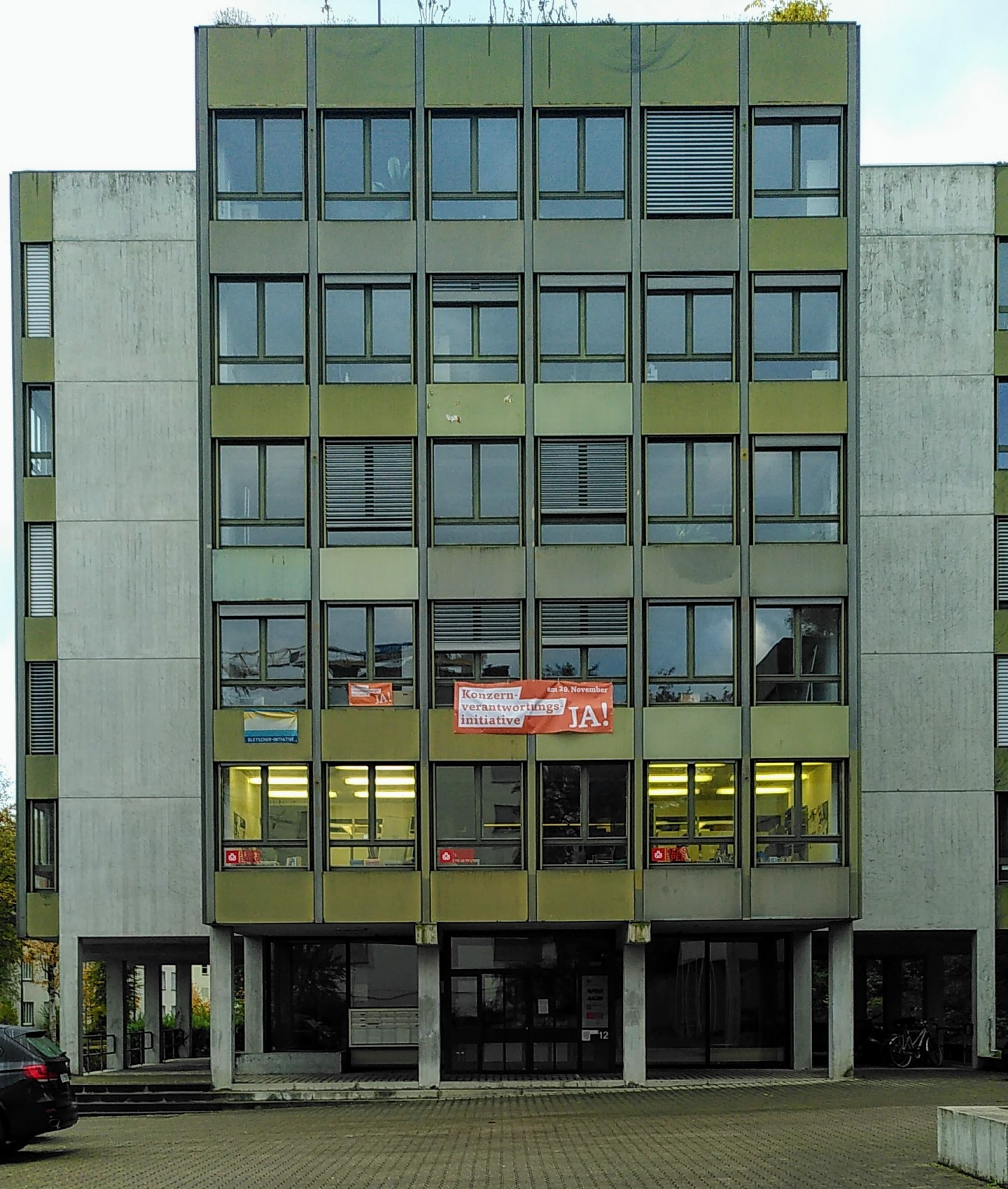
Bureau régional de l'EPER à Berne avec une bannière de l'initiative pour des multinationales responsables.

Le siège central de l'EPER est à Zurich et un secrétariat pour la Suisse romande se trouve à Lausanne. L'EPER est engagée dans près de 300 projets dans 45 pays, représentant des dépenses de près de 60 millions de francs (en 2007).
L'œuvre bénéficie du label ZEWO, elle est membre de ACT (Action by Churches Together, alliance des Églises réformées et orthodoxes, sous l'égide du Conseil œcuménique des Églises), l'EPER est une organisation partenaire de la Chaîne du bonheur, et elle appartient à la communauté de travail Alliance Sud.

### Président du conseil de fondation
- 2018 - : Walter Schmid[3]
- 2008 à 2017 : Claude Ruey[4]

## Engagements

### À l'étranger
Aide au développement
L'EPER soutien des communautés locales, telles que des organisations villageoises, des groupes de femmes et des associations d'intérêts. Les besoins de base prioritaires sont d'abord la nourriture et le logement, puis l'accès à la terre, à l'eau et à la formation, la production agricole, ainsi que la transformation et la commercialisation des produits agricoles et non agricoles.
Aide humanitaire
À la suite de catastrophes naturelles ou de conflits armés, l'EPER s'engage pour une amélioration immédiate et à long terme des conditions de vie des personnes touchées. Les groupes priotairement concernés sont les populations pauvres des campagnes. L'EPER s'engage parallèlement dans le travail pour la paix et le maintien des droits de l'homme.
Aide inter-communautaire et reconstruction en Europe
Jusqu'au tournant politique de 1989, l'EPER a cofinancé de nombreux projets d'Églises en Europe de l'Est et du Sud-Est. L'ouverture à l'économie de marché a apporté de nouveaux problèmes. Les échanges entre Églises se poursuivent dans une perspective œcuménique. Depuis 1990, l'EPER soutient entre autres des fondations octroyant des crédits destinés à de petites entreprises ou à des formations pour indépendants.

### En Suisse
Personnes marginalisées
L'EPER travaille à l'intégration des personnes marginalisées, pour leur accès à la vie sociale, culturelle, politique et économique. Ses projets concernent l'intégration dans le monde du travail, les cours de langue et de formation, l'accompagnement des enfants, la traduction et la médiation interculturelles, l'accompagnement quotidien.
Réfugiés
L'EPER offre des consultations juridiques gratuites dans diverses villes de Suisse. Depuis la révision du 1er mars 2019 de la loi sur l'asile, ce service est soutenu par la Confédération, en particulier en ce qui concerne l'accompagnement dans le cadre de la procédure d'asile étendue,soit les étapes déterminantes pour la décision d'asile,.